# Гориця-при-Добєм
Гориця-при-Добєм (словен. Gorica pri Dobjem) — поселення в общині Добє, Савинський регіон, Словенія. Висота над рівнем моря: 555,9 м.